# Bogenberg (Obertaufkirchen)
Bogenberg ist ein Ortsteil in der Gemeinde Obertaufkirchen im oberbayerischen Landkreis Mühldorf am Inn. Es handelt sich um eine Einzelsiedlung („Einöde“). Die älteren Namen Puobenperch, Puebenberg und Pueberg sowie die Hausnamen Pomberger bzw. Pumberger oder Pümberger bezeichnen wahrscheinlich ebenfalls diesen Hof.

## Lage
Die Einöde Bogenberg liegt etwa 700 Meter nordwestlich von Oberornau und etwa 7 Kilometer südwestlich der Bundesautobahn A 94.

## Geschichte
Puobenperch wird zum ersten Mal in den auf 1205 datierten urbariellen Einträgen des Klosters Au am Inn, die dem Traditionsbuch dieses Klosters beigebunden sind, urkundlich erwähnt. 1880 wird das Gut in der Edition dieses Codex mit der Einöde Bogenberg in der damaligen Gemeinde Oberornau identifiziert. Der Mühldorfer Archivar und Heimatforscher Meinrad Schroll hat Erwähnungen des Hofs, offenbar unter wechselnden Namen (Puebenberg, Pümberger), in den Stiftsbüchern des Klosters aus den Jahren 1653 und 1756 gefunden. Joseph von Hazzis Statistische Aufschlüsse über das Herzogthum Baiern erwähnen 1808 für den Distrikt Neumarkt ein Pueberg, aus einem Haus bestehend; Helmuth Stahleder vermutet, dass damit „vielleicht“ das heutige Bogenberg gemeint sei. Die Bayerische Uraufnahme nennt im Urkataster (um 1840) den Namen Pomberger, im Positionsblatt (um 1860) Bogenberg. Der sehr ähnliche Hausname Pumberger in der Obmannschaft Ohrnau taucht in den Steuerlisten des 18. und frühen 19. Jahrhunderts auf. Das Anwesen Pumberger war dem Kloster Au pachtpflichtig und mit einem Hoffuß von 1⁄8 verzeichnet. Es ist, wie Stahleder schreibt, ebenso wie zwei weitere mit Hausnamen genannte Anwesen „nicht einzuordnen“; er weist jedoch darauf hin, dass ein Pombergerhof mit Hoffuß 1⁄3 und dem Besitzer Johann Pomberger, ebenso wie die beiden anderen Hausnamen, 1810 dem benachbarten Niederham zugezählt wird. Die Kontinuität und Identität der in den Dokumenten genannten Anwesen ist also nicht sicher, aber möglich.
Bis zur Säkularisation 1803 bestand eine Grundherrschaft des Klosters Au am Inn. Mit den Gemeindeedikten wurde Bogenberg der neugebildeten Landgemeinde Oberornau und mit ihr dem Landgericht Mühldorf zugeordnet. 1838 kam es zum Landgericht Haag, 1862 zum Bezirksamt Wasserburg und 1919 zum Bezirk Wasserburg, der 1939 in Landkreis Wasserburg am Inn umbenannt wurde. In der Gebietsreform in Bayern ab 1972 wurden die Gemeinde Oberornau und der Landkreis Wasserburg aufgelöst. Seitdem ist Bogenberg ein Ortsteil der Gemeinde Obertaufkirchen und gehört mit ihr zum Landkreis Mühldorf. Kirchenrechtlich zählte es bis 1921 zur Pfarrei Reichertsheim.

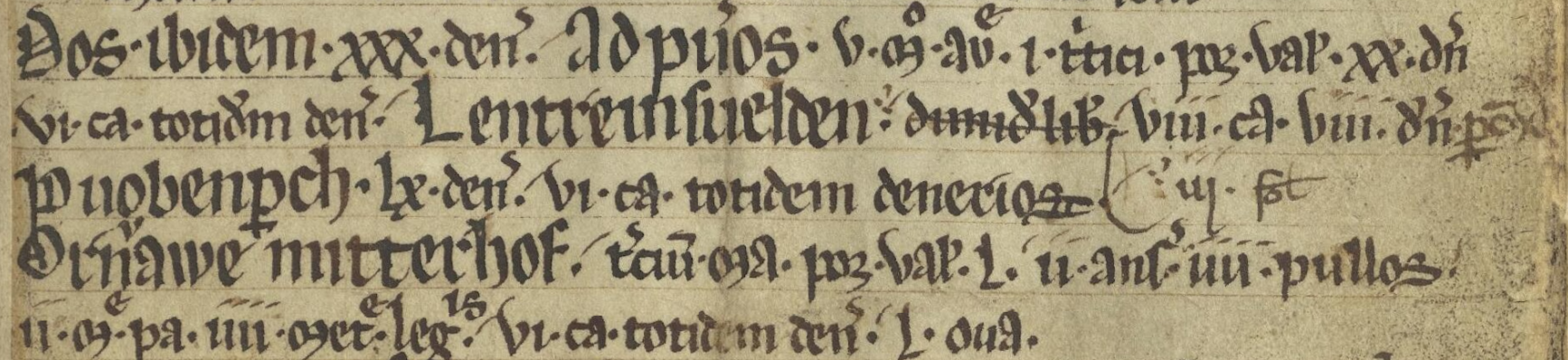
„Puobenperch LX den(ario)^{s}, VI ca(seos), totidem denerios“ (in der dritten Zeile)

Die als Zehnt zu entrichtenden Abgaben wurden in den Urbar-Einträgen des Klosters Au für 1205 als „LX denarios“ (60 Pfennige) und „VI caseos“ (6 Käselaibe) vermerkt. Später waren die Abgaben nicht mehr auf Käse und Geld beschränkt: Ein sogenanntes Stiftshuhn kam hinzu sowie eine Heu- und eine Dornenfuhr. Meinrad Schroll hält es nach Recherchen im Bayerischen Hauptstaatsarchiv für bemerkenswert, dass die Pacht über viele Jahrhunderte weitgehend gleich blieb. Bis 2009 ließen sich 17 Bewohner nachweisen.
1974 übernahm die Familie Soltmann das Landgut: Dieter Soltmann war lange Zeit Chef der Spaten-Brauerei in München und zeitweise Präsident des Deutschen Brauer-Bundes, der Industrie- und Handelskammer für München und Oberbayern, des Bayerischen Industrie- und Handelskammertages und des Wirtschaftsbeirats Bayern der Union. Das Unternehmen seiner Frau, der Innenarchitektin Ursula Soltmann, war in Bogenberg registriert. Zu den Schmuckstücken des Anwesens, das vom Landwirtschaftsministerium wegen der gelungenen Restaurierung mit einem Preis ausgezeichnet wurde, zählt neben dem generalsanierten Wohnhaus und den Stallungen auch ein Stadel mit der Inschrift 1857, der vom Bayerischen Landesamt für Denkmalpflege als Baudenkmal qualifiziert wurde (siehe Liste der Baudenkmäler in Obertaufkirchen). Der Stadel, ein „Flachsatteldachbau mit Bundwerk und Gitterzone über teilweise massivem Erdgeschoss“, stand ursprünglich in Utting bei Polling und wurde 1983, im Zuge der Restaurierung, nach Bogenberg versetzt.

## Bogenberger Erklärung

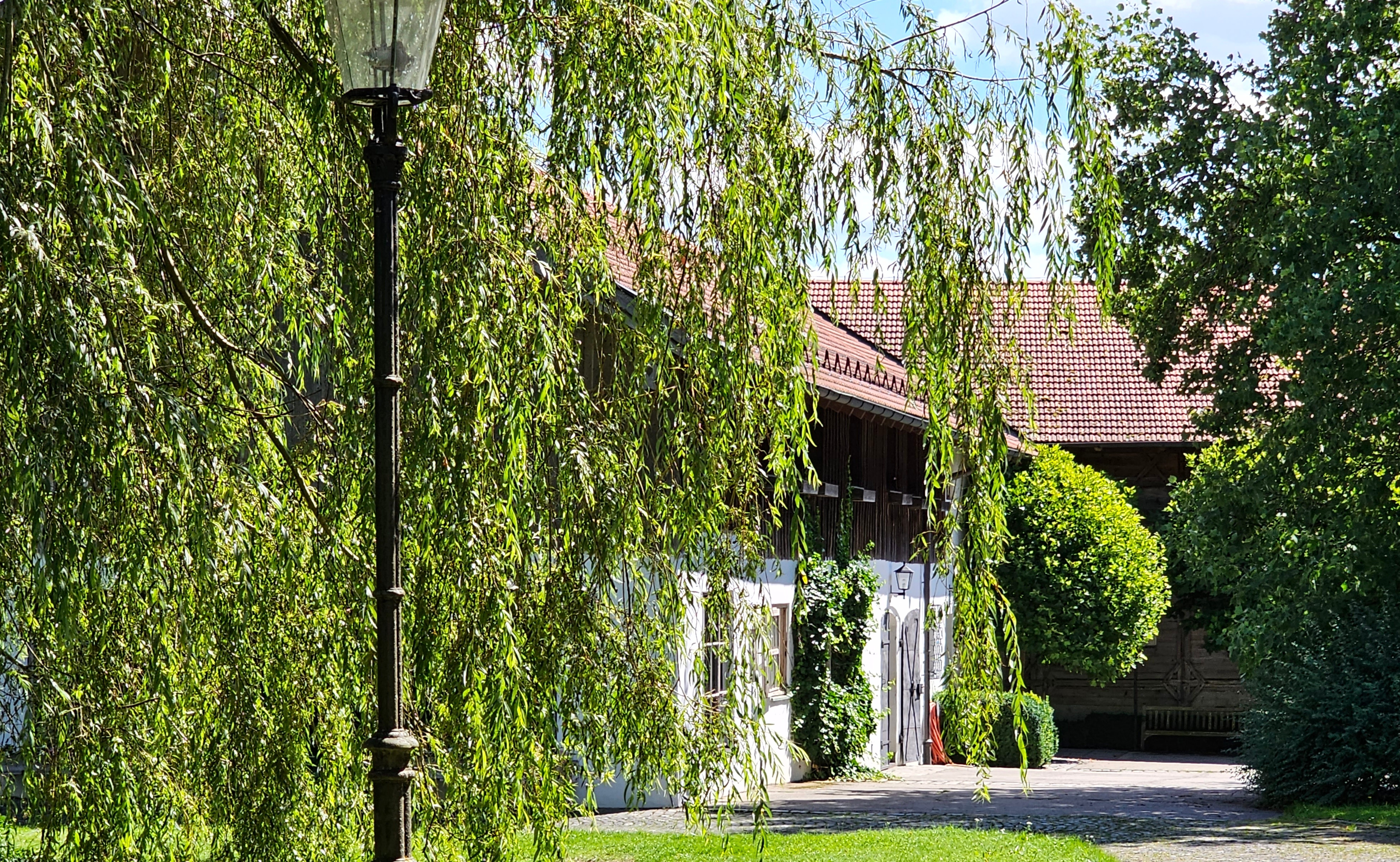
Bogenberg

Bei einer Strategiesitzung der „Gesellschaft zur Förderung der wirtschaftswissenschaftlichen Forschung (Freunde des ifo Instituts) e. V.“ und des Vorstands des ifo Instituts für Wirtschaftsforschung am 15. Oktober 2011 in Bogenberg diskutierten die Teilnehmer die Situation der Europäischen Währungsunion und verabschiedeten eine Bogenberger Erklärung. Sie legten eine Agenda mit 16 Thesen vor, durch die „das Ausufern der deutschen Haftung bei den Rettungsprogrammen der Staatengemeinschaft und die Aushebelung der Marktprozesse durch solche Programme verhindert werden“ sollte. Dieter Soltmann war Mitglied der „Freunde des ifo Instituts“ und galt als großzügiger Gastgeber für deren Veranstaltungen, unter anderem für die Strategiesitzung, auf der die Bogenberger Erklärung entstand, zu deren Unterzeichnern er gehörte.

## Bevölkerungsentwicklung
1831 führt das Topo-geographisch-statistische Lexicon vom Königreiche Bayern die „Einöde“ Bogenberg mit sieben Einwohnern. Das Amtliche Ortsverzeichnis 1877 verzeichnet auf Basis der Volkszählung 1871 elf Einwohner, vier Gebäude, zwei Pferde und acht Rinder. Spätere Ortsverzeichnisse geben für 1925 neun, für 1950 fünf, für 1970 drei Einwohner an. Im Mai 1987 gab es dort einen Einwohner in einem Wohngebäude, das in zwei Wohnungen aufgeteilt war.
| Jahr      | 1831 | 1871 | 1925 | 1950 | 1970 | 1987 |
| Einwohner | 7    | 11   | 9    | 5    | 3    | 1    |